# Réginald Garrigou-Lagrange

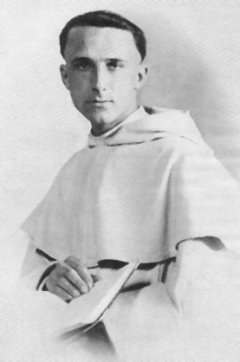
Réginald Garrigou-Lagrange år 1900.

Réginald Garrigou-Lagrange, född 21 februari 1877 i Auch, Frankrike, död 15 februari 1964 i Rom, Italien, var en fransk romersk-katolsk präst, filosof och teolog.
Garrigou-Lagrange, som tillhörde dominikanorden, var thomist och bekämpade filosofisk och teologisk modernism. Han skrev över 500 böcker och tidskriftsartiklar. Mellan 1909 och 1960 undervisade Garrigou-Lagrange vid Angelicum i Rom. En av hans elever var Karol Wojtyła, sedermera påve Johannes Paulus II.